# رزق حسن
الرزق الحسن هو ما يصل إلى صاحبه بلا كد في طلبه. وقيل هو ما وجد غير مرتقب، ولا محتسب، ولا مكتسب. والرزق اسم لما يسوقه الله إلى الحيوان فيأكله، فيكون متناولا للحلال والحرام. وعند المعتزلة عبارة عن مملوك يأكله المالك، فعلى هذا لا يكون الحرام رزقا. وهو من مصطلحات الفقهاء وخلافه الرزق المكتسب.
وقال أبو السعود في قوله تعالى ﴿وَالَّذِينَ هَاجَرُوا فِي سَبِيلِ اللَّهِ ثُمَّ قُتِلُوا أَوْ مَاتُوا لَيَرْزُقَنَّهُمُ اللَّهُ رِزْقًا حَسَنًا وَإِنَّ اللَّهَ لَهُوَ خَيْرُ الرَّازِقِينَ ۝٥٨﴾ [الحج:58]: وقوله تعالى رزقا حسنا إما مفعول ثان على أنه من باب الرعي والذبح أي مرزوقا حسنا أو مصدر مؤكد والمراد به ما لا ينقطع أبدا من نعيم الجنة وإنما سوى بينهما في الوعد لاستوائهما في القصد وأصل العمل على أن مراتب الحسن متفاوتة فيجوز تفاوت حال المرزوقين حسب تفاوت الأرزاق الحسنة.